# Біосфера (Монреаль)
Біосфера (фр. Biosphère de Montréal) — музей у Монреалі, Квебек, Канада, що належить Департаменту довкілля Канади та присвячений довкіллю і водним ресурсам. Розташований у парку Жан-Драпо на острові Святої Єлени посеред річки Святого Лаврентія.
Музей розміщений у будівлі колишнього американського павільйону на всесвітній виставці Експо-67, що був створений американським інженером та архітектором Річардом Бакмінстером Фуллером та являє собою один з найвідоміших геодезичних куполів, які принесли Фуллеру всесвітню славу.

## Будівля
Зовнішня будівля монреальської Біосфери була збудована 1967 року за проектом Річарда Бакмінстера Фуллера та являє собою геодезичний купол 76 метрів діаметром та 62 метри заввишки, зведений зі сталевих стрижнів. Споруда була створена як павільйон США на всесвітній виставці 1967 року та була пізніше передана у власність міста Монреаля. Відповідно до оригінального проекту конструкція була вкрита ззовні прозорою акриловою плівкою, яку було знищено під час пожежі 1976 року і яку було вирішено не відновлювати.
Зображення конструкції Біосфери нерідко використовується для ілюстрації будови молекул фулеренів, алотропних модифікацій вуглецю, що отримали свою назву саме на честь Річарда Бакмінстера Фуллера, чиєю «візитівкою» були конструкції подібної форми. 

## Музей
1990 року Департамент довкілля Канади уклав угоду з мерією Монреаля, відповідно до якої ця державна установа отримала право на використання конструкції Біосфери для створення музею, присвяченого насамперед екосистемі річки Святого Лаврентія. Протягом наступних років всередині куполу були зведені музейні приміщення і 5 червня 1995 року було офіційно відкрито музей Біосфера, який став першим у країні музеєм, присвяченим водній екосистемі.
Головною метою функціонування музею визначено популяризацію ідей економного використання водних ресурсів, боротьби з кліматичними змінами та забезпечення відновлюваності природних ресурсів.  